# Доходне
Дохо́дне (до 1948 року — Чалба́ш; крим. Çalbaş) — село Курманського району Автономної Республіки Крим.